# Peter Medgyes
Peter Medgyes (* 18. března 1965) je bývalý slovenský fotbalista, obránce.

## Fotbalová kariéra
Hrál za DAC Dunajská Streda, Pécsi MSC, Csepel SC a FC Rimavská Sobota. V evropských pohárech nastoupil v 1 utkání. V československé lize odehrál 25 zápasů.